# Peter Van Nuffelen
Peter Van Nuffelen (* 17. September 1976) ist ein belgischer Althistoriker.

## Leben
Nach seinem Studium der Alten Geschichte an der KU Leuven (1998) und Philosophie an der Université catholique de Louvain (1999) promovierte er an der KU Leuven mit einer Dissertation zur Kirchengeschichte von Sokrates Scholastikos und Sozomenos. Danach wechselte er an die University of Exeter, zunächst als Post-Doctoral Research Fellow (2004 bis 2007), anschließend als Lecturer in Ancient History (2007–2009). 2009 trat er eine Stelle als Forschungsprofessor an der Universität Gent an. 2011 war er Preisträger der Koninklijke Vlaamse Academie van België voor Wetenschappen en Kunsten in der Sektion Geisteswissenschaften. 2012 wurde er von der Académie royale des Sciences, des Lettres et des Beaux-Arts de Belgique mit dem Prix Franz Cumont ausgezeichnet. Neben seinen Forschungsaufenthalten in Oxford, Heidelberg, Genf und Bonn war er als Directeur d'études invité an der École pratique des hautes études (2013), als Fellow in Residence am Göttingen Institute for Advanced Study (2012–2013) als Professeur Invité an der Université d’Angers (2011) und Margo Tytus Summer Fellow an der University of Cincinnati (2009).
Van Nuffelens Forschungsschwerpunkte sind Geschichte, Geschichtsschreibung und Literatur der Spätantike (300–900 n. Chr.), die Schnittstelle von Religion und Philosophie in der Antike, die Methodik und Theorie der Alten Geschichte, und die Rezeption der Antike.

## Schriften (Auswahl)
- Un héritage de paix et de piété. Étude sur les Histoires ecclésiastiques de Socrate et de Sozomène. Leuven 2004, ISBN 90-429-1541-2.
- Rethinking the Gods. Philosophical Readings of Religion in the Post-Hellenistic Period. Cambridge 2011, ISBN 978-1-107-01203-5.
- Orosius and the Rhetoric of History. Oxford 2012, ISBN 978-0-19-965527-4.
- als Herausgeber: Penser la tolérance durant l’Antiquité tardive. Paris 2018, ISBN 978-2-204-12648-9.
- herausgegeben und übersetzt, mit Lieve Van Hoof: The Fragmentary Latin Histories of Late Antiquity (AD 300–620). Edition, Translation and Commentary. Cambridge University Press, Cambridge 2020.